# Paul Merrill
Paul Willard Merrill (Minneapolis, 15 de agosto de 1887 — 19 de julho de 1961) foi um astrônomo estadunidense.
Obteve o Ph.D na Universidade da Califórnia, em 1913. A maior parte de sua carreira transcorreu no Observatório Monte Wilson, do qual desligou-se em 1952.

## Honrarias
Prêmios
- Medalha Henry Draper, 1945[1]
- Medalha Bruce, 1946[2]
- Henry Norris Russell Lectureship, 1955[3]

Topônimos
- Cratera lunar Merrill